# Those Awful Hats
Those Awful Hats er en amerikansk stumfilm fra 1909 af D. W. Griffith.

## Medvirkende
- Mack Sennett
- Flora Finch
- Linda Arvidson
- John R. Cumpson
- George Gebhardt